# Andrena praecocella
Andrena praecocella là một loài Hymenoptera trong họ Andrenidae. Loài này được Cockerell mô tả khoa học năm 1917.